# Альптекин, Аслы
Аслы Чакыр (тур. Aslı Çakır, род. 20 августа 1985), в замужестве Альптекин (тур. Alptekin) — турецкая легкоатлетка, выигравшая чемпионат Европы 2012 года и Олимпийские игры 2012 года, в 2015 году лишена всех наград и званий в связи с употреблением допинга.
Аслы Чакыр родилась в 1985 году в Анталье. В 2004 году на чемпионате мира по лёгкой атлетике среди юниоров её допинг-тест дал положительный результат, и она была дисквалифицирована на два года. В 2006 году тренер Ихсан Альптекин уговорил её вернуться в спорт. В 2011 году они сочетались браком.
В 2008 году Аслы Чакыр попыталась выступить на Олимпийских играх на дистанции 3000 м с препятствиями, но была лишь 44-й. В 2009 году она выступила в этой же дисциплине на чемпионате мира, но там была лишь 41-й. В 2010 году, на чемпионате Европы, она переключилась на дистанцию 1500 м, и тут была уже 5-й. В 2011 году она завоевала золотую медаль Универсиады на дистанции 1500 м, а в 2012 году завоевала на этой дистанции бронзовую медаль чемпионата мира в помещениях, а также стала чемпионкой Европы и олимпийской чемпионкой.
В августе 2015 года решением Спортивного арбитражного суда (CAS) в Лозанне, за применение допинга, лишена всех наград, полученных ею в период с 29 июля 2010 года по 2015 год. Помимо этого, суд назначил Альптекин восьмилетнюю дисквалификацию. Согласно решению CAS, её срок истечет 9 января 2021 года.